# Holy Holy (sång)
Holy Holy är en låt av David Bowie ursprungligen utgiven som singel i början av 1971. En mer frenetisk version spelades in till The Rise and Fall of Ziggy Stardust and the Spiders from Mars men kom aldrig med på albumet men släpptes som B-sida till Diamond Dogs från 1974.